# Gbarnga
Gbarnga (Gbanga, Gbanka) – miasto w środkowej Liberii; stolica hrabstwa Bong; Według danych na rok 2008 liczy 34 046 mieszkańców. Ośrodek handlowy regionu uprawy krzewów kawowych, kauczukowca, palmy olejowej oraz hodowli drobiu; produkcja lateksu; węzeł drogowy.